# Progressione del record italiano dei 400 metri ostacoli maschili
La voce seguente illustra la progressione del record italiano dei 400 metri ostacoli maschili di atletica leggera.
Il primo record italiano femminile su questa distanza venne ratificato l'8 giugno 1913. 

## Progressione
| Tempo                      | Atleta             | Società                                    | Luogo             | Data              | Note |
| -------------------------- | ------------------ | ------------------------------------------ | ----------------- | ----------------- | ---- |
| 1'00"4/5                   | Fortunato Braccini | PC Marseille                               | Marsiglia         | 8 giugno 1913     |      |
| 58"4/5                     | Apollino Barelli   | Sport Club Italia                          | Torino            | 10 maggio 1914    |      |
| 58"1/5                     | Guido Cominotto    | La Fenice Venezia                          | Venezia           | 11 marzo 1923     |      |
| 57"3/5                     | Luigi Facelli      | Unione Sportiva Alessandria                | Busto Arsizio     | 26 agosto 1923    | h    |
| 57"3/5                     | Luigi Facelli      | Unione Sportiva Alessandria                | Milano            | 15 settembre 1923 |      |
| 57"0                       | Luigi Facelli      | Società Ginnastica Gallaratese             | Bologna           | 27 aprile 1924    |      |
| 55"0                       | Luigi Facelli      | Società Ginnastica Gallaratese             | Busto Arsizio     | 29 giugno 1924    |      |
| 54"4                       | Luigi Facelli      | Società Ginnastica Gallaratese             | Bruxelles         | 20 luglio 1924    |      |
| 53"4/5                     | Luigi Facelli      | Gruppo Sportivo Officine Meccaniche Milano | Milano            | 27 maggio 1928    | h    |
| 53"4/5                     | Luigi Facelli      | Gruppo Sportivo Officine Meccaniche Milano | Colombes          | 10 giugno 1928    |      |
| 53"2/5                     | Luigi Facelli      | Associazione Sportiva Ambrosiana           | Londra            | 6 luglio 1929     | y    |
| 52"3/5                     | Luigi Facelli      | Associazione Sportiva Ambrosiana           | Parigi            | 15 settembre 1929 |      |
| 52"2/5                     | Luigi Facelli      | Associazione Sportiva Ambrosiana           | Bologna           | 6 ottobre 1929    | h    |
| 52"0                       | Armando Filiput    | Atletica Brescia                           | Bruxelles         | 26 agosto 1950    |      |
| 51"9                       | Armando Filiput    | Atletica Brescia                           | Bruxelles         | 27 agosto 1950    |      |
| 51"8                       | Armando Filiput    | Atletica Brescia                           | Torino            | 1º ottobre 1950   |      |
| 51"6                       | Armando Filiput    | Atletica Brescia                           | Milano            | 8 ottobre 1950    |      |
| 51"6                       | Moreno Martini     | Atletica Virtus Lucca                      | Pisa              | 21 giugno 1959    |      |
| 51"4                       | Moreno Martini     | Atletica Virtus Lucca                      | Göteborg          | 4 agosto 1959     |      |
| 51"4                       | Moreno Martini     | Atletica Virtus Lucca                      | Roma              | 26 settembre 1959 |      |
| 51"1                       | Moreno Martini     | Atletica Virtus Lucca                      | Roma              | 11 ottobre 1959   |      |
| 50"9                       | Salvatore Morale   | libero                                     | Zurigo            | 21 giugno 1960    |      |
| 50"5                       | Salvatore Morale   | Coin Mestre                                | Mosca             | 2 settembre 1961  |      |
| 50"5                       | Salvatore Morale   | Coin Mestre                                | Parigi            | 8 luglio 1961     |      |
| 50"0                       | Salvatore Morale   | Coin Mestre                                | Sofia             | 1º settembre 1961 |      |
| 49"7                       | Salvatore Morale   | Coin Mestre                                | Roma              | 15 ottobre 1961   |      |
| 49"2                       | Salvatore Morale   | Sport Club Libertas Magrini                | Belgrado          | 14 settembre 1962 |      |
| 49"2                       | Roberto Frinolli   | CUS Roma                                   | Città del Messico | 14 ottobre 1968   | a    |
| Cronometraggio elettronico |                    |                                            |                   |                   |      |
| 49"14                      | Roberto Frinolli   | CUS Roma                                   | Città del Messico | 14 ottobre 1968   | a    |
| 48"92                      | Fabrizio Mori      | Gruppo Sportivo Fiamme Gialle              | Tokyo             | 25 agosto 1991    |      |
| 48"55                      | Laurent Ottoz      | Gruppo Sportivo Fiamme Gialle              | Livorno           | 18 giugno 1995    |      |
| 48"53                      | Laurent Ottoz      | Gruppo Sportivo Fiamme Gialle              | Losanna           | 5 luglio 1995     |      |
| 48"33                      | Fabrizio Mori      | Gruppo Sportivo Fiamme Gialle              | Bologna           | 26 maggio 1996    |      |
| 48"29                      | Fabrizio Mori      | Gruppo Sportivo Fiamme Gialle              | Padova            | 8 giugno 1997     |      |
| 48"17                      | Fabrizio Mori      | Gruppo Sportivo Fiamme Gialle              | Atene             | 3 agosto 1997     |      |
| 48"05                      | Fabrizio Mori      | Gruppo Sportivo Fiamme Gialle              | Atene             | 4 agosto 1997     |      |
| 47"79                      | Fabrizio Mori      | Gruppo Sportivo Fiamme Gialle              | Monaco            | 16 agosto 1997    |      |
| 47"72                      | Fabrizio Mori      | Gruppo Sportivo Fiamme Gialle              | Siviglia          | 27 agosto 1999    |      |
| 47"54                      | Fabrizio Mori      | Gruppo Sportivo Fiamme Gialle              | Edmonton          | 10 agosto 2001    |      |
| 47"50                      | Alessandro Sibilio | Gruppo Sportivo Fiamme Gialle              | Roma              | 11 giugno 2024    |      |